# دیلما روسف
دیلما وانا روسف (زادهٔ ۱۴ دسامبر ۱۹۴۷) اقتصاددان و سیاستمدار برزیلی است که از سال ۲۰۲۳ رئیس بانک توسعه جدید است. وی از سال ۲۰۱۰ تا زمان برکناریش در ۳۱ اوت ۲۰۱۶ به عنوان ۳۶مین رئیس جمهور این کشور فعالیت کرد. او نخستین زنی‌است که در تاریخ این کشور بدین مقام رسیده است. وی در سال ۲۰۱۳ از سوی مجلهٔ فوربس بعد از آنگلا مرکل به عنوان دومین زن قدرتمند جهان شناخته شد.
در ۱۲ مه ۲۰۱۶ سنای برزیل اختیارات ریاست‌جمهوری روسف را موقتاً به مدت حداکثر شش ماه یا تا زمانی که سنا به حکم محکومیت وی برسد معلق کرد. او باید در خصوص اتهاماتش محکوم یا از آنها تبرئه شود. میشل تمر معاون رئیس‌جمهور برزیل در زمان تعلیق وی اختیارات و وظایف ریاست‌جمهوری را برعهده داشت. دیلما روسف سرانجام ۳۱ اوت ۲۰۱۶ به علت «فساد» از ریاست‌جمهوری برزیل عزل شد.

## زندگی شخصی
دیلما از یک پدر بلغاری مهاجر و مادری برزیلی، در منطقه جنوب شرق برزیل ز
زاده شده است. وی در مدرسه کاتولیک‌های فرانسوی زبان تحصیل کرد و در دهه ۱۹۶۰ میلادی به گروه‌های چریکی مبارز پیوست. در دهه ۷۰ دستگیر شد و تحت شکنجه‌های شدیدی قرار گرفت و بعد از آزادی از انجام فعالیت‌های سیاسی منع شد. بعد از آن وارد دانشگاه شد و در رشته اقتصاد مدرک کارشناسی را کسب کرد. وی همواره شیوهٔ مبارزاتی خود را از نوع سیاسی می‌دانست و گرایشی به مبارزات مسلحانه نداشته. در دهه ۸۰ وارد فعالیت‌های دولتی شد و پست‌های متعددی را کسب کرد که از میان آنها می‌توان به انتصاب به عنوان وزیر انرژی ایالتی اشاره کرد. آخرین منصب حکومتی وی قبل از ریاست جمهوری، رئیس دفتری رئیس جمهور داسیلوا بوده است.
وی در سال ۲۰۰۹ به سرطان غدد لنفاوی دچار شد و ماه‌ها تحت شیمی درمانی قرار گرفت و توانست سلامتی خود را بازیابد.

## قبل از ریاست جمهوری

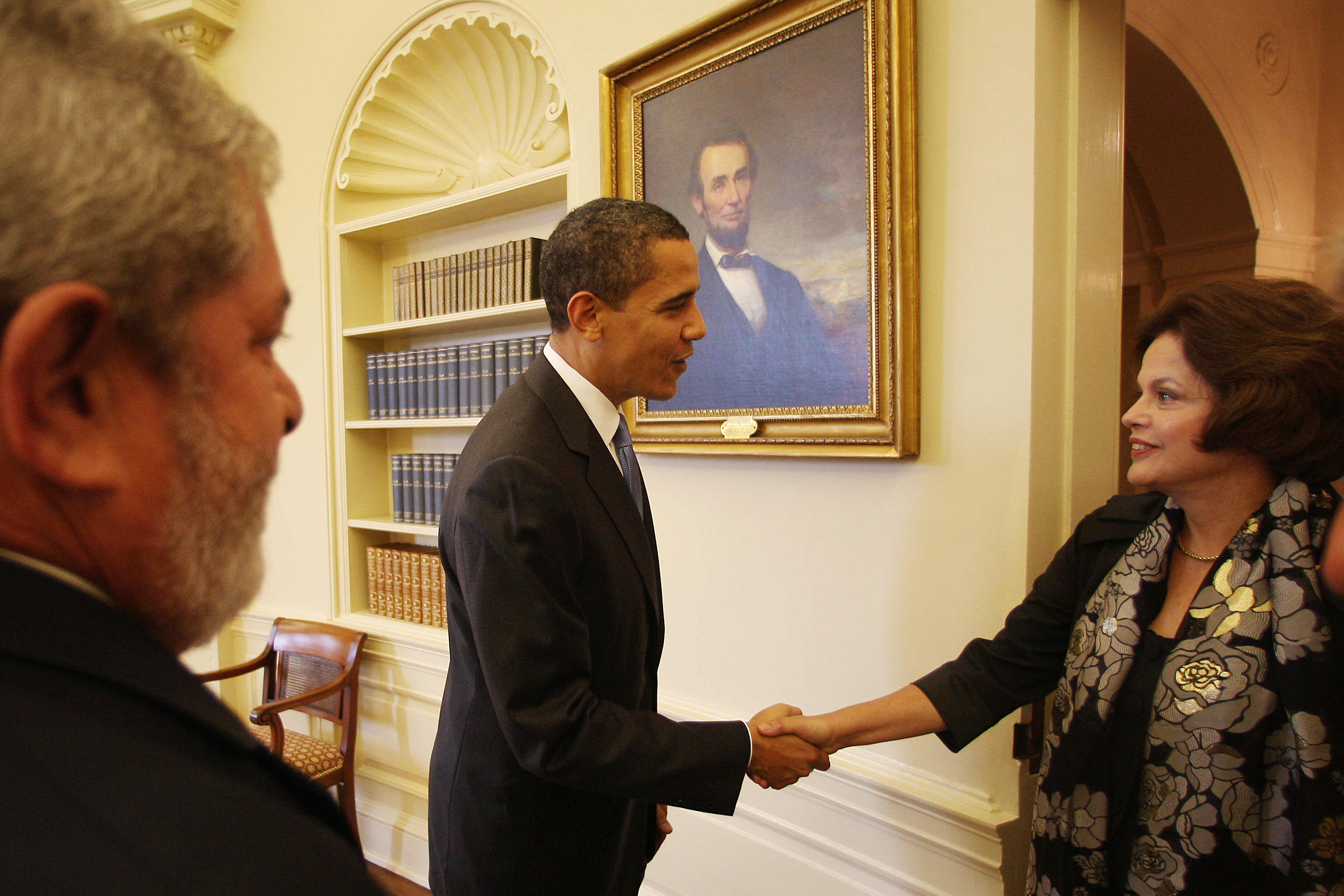
دیدار دیلما روسف با باراک اوباما به همراه داسیلوا در کاخ سفید

وی به دلیل مبارزات سیاسی که در خلال سالهای ۱۹۶۴ تا ۱۹۸۵ انجام داده بود، ۳ سال را در زندان به سر برد و متحمل شکنجه نیز شد. پس از سقوط دیکتاتوری نظامی در برزیل، وی به عنوان یکی از بنیانگذاران حزب دموکراتیک کارگر این کشور شروع به فعالیت کرد.
وی در سال ۲۰۰۳ به سمت وزیر انرژی در کابینه لولا داسیلوا منصوب شد و ۲ سال بعد وظیفه رئیس دفتری وی را بر عهده گرفت.

## انتخابات ریاست جمهوری
دور نخست انتخابات ریاست جمهوری برزیل در سال ۲۰۱۰ در تاریخ ۳ اکتبر برگزار شد و روسف توانست ۴۷ درصد آراء را در مقابل ۳۳ درصد خوزه سرا، نامزد حزب راست میانه بدست آورد. بدین ترتیب هیچ‌یک از نامزدها نتوانستند اکثریت آراء (نصف+۱) آراء را کسب کنند و انتخابات به دور دوم کشیده شد.
روسف در دور دوم انتخابات ریاست جمهوری برزیل که در ۳۱ اکتبر ۲۰۱۰ توانست با کسب ۵۶ درصد آراء، سرا را شکست دهد. کارشناسان حمایت لولا داسیلوا از وی را یکی از عوامل مهم در پیروزی وی برشمرده‌اند.
محمود احمدی‌نژاد در پیامی، ضمن تبریک پیروزی وی در انتخابات، ابراز امیدواری کرد که روابط ایران و برزیل در دوره آتی گسترش یابد.
باراک اوباما، رئیس جمهور آمریکا درگفتگوی تلفنی با دیلما روسف پیروزی او را تاریخی خواند.
دیلما روسف ضمن مخالفت با اعدام سکینه محمدی آشتیانی، حکم سنگسار را بربریت خواند.

## دوران ریاست جمهوری

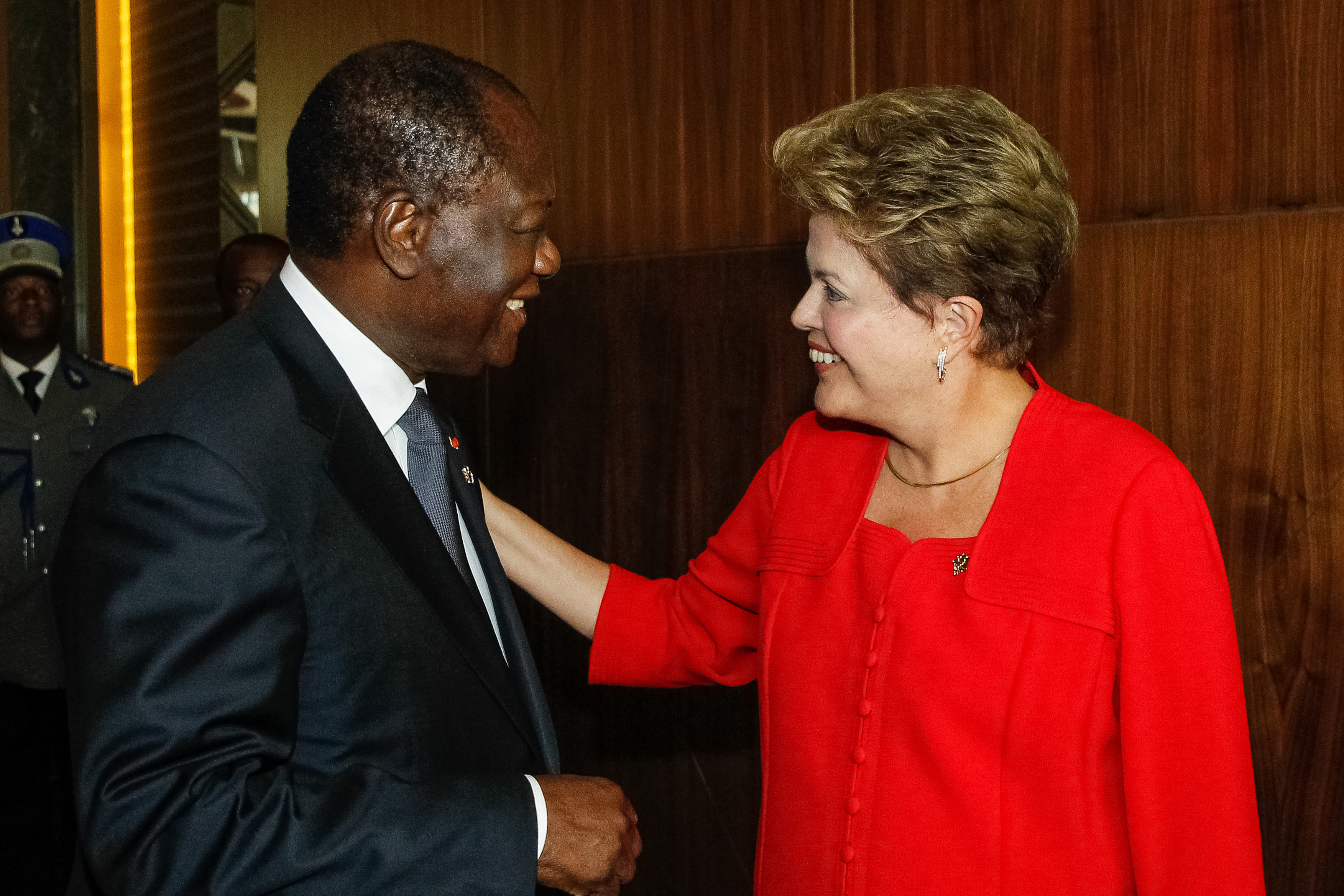
آلاسان واتارا رئیس جمهور فعلی ساحل عاج و دلیما روسف رئیس جمهور پیشین برزیل

روسف در روز شنبه، ۱ ژانویه ۲۰۱۱ سوگند ریاست جمهوری برزیل را ادا کرد. وی در این مراسم از تلاش‌های ۸ ساله داسیلوا جهت ریشه‌کنی فقر در برزیل قدردانی کرد.
در یک رقابت بسیار نزدیک در دور دوم انتخابات ریاست جمهوری برزیل در سال ۲۰۱۴، دیلما روسف برای دومین بار پیاپی به عنوان رئیس جمهور برگزیده شده است. شمارش رسمی آرا نشان داد که خانم روسف ۵۱٫۴۵ درصد آرا را کسب کرد و رقیبش آسیو نیوس ۴۸٫۵۵ درصد آرا را به دست آورد. میزان مشارکت در دور اول ۸۰ درصد بود. از مارس ۲۰۱۵ در پی انتشار اتهاماتی علیه روسف و حزب او مبنی بر دریافت رشوه از شرکت نفتی پتروبراس اعتراضات گستردهٔ میلیونی در برزیل جریان داشته است.